# Joe Wallace
 (octobre 2020).
Pour les articles homonymes, voir Wallace.
Œuvres principales
- Night Is Ended
- The Golden Legend
- A Radiant Sphere

Joe Wallace (né Joseph Sylvester Wallace le 29 octobre 1890 et mort le 1er décembre 1975) est un poète, journaliste et homme politique canadien militant pour le communisme au Canada. En tant que poète, dans les années 1920, il se joint brièvement au cercle de poètes The Song Fishermen, un groupe informel de poètes du renouveau romantique du Canada atlantique, dont font également partie le journaliste Andrew Merkel, le poète Kenneth Leslie et les romanciers Charles Bruce et Robert Norwood, entre autres,.

## Biographie
Joe Wallace nait à Toronto le 29 octobre 1890, de Thomas Wallace et Mary (Polly) Redmond. Il est le quatrième de sept enfants. Lorsque sa mère meurt en 1897, en raison de complications liées à la naissance d’un enfant, son père déménage la famille en Nouvelle-Écosse et s’installe successivement à Truro, à North Sydney et à Halifax. Entre-temps, son père se remarie à Elizabeth Biddington, mais cette femme s'avère négligente et abusive envers les enfants, surtout quand son mari est absent sur la route, n'hésitant pas à l'occasion à se servir d'une barre de fer mince pour leur donner une correction. Pour cette raison, à l’âge de onze ans, Wallace s’enfuit donc de la maison. Son père, en guise de réponse l’envoie au Foyer catholique St-Patrick pour garçons.
Son intérêt pour la poésie s'éveille lorsqu'un professeur de l’école primaire lit le poème épique Le Chant de Hiawatha de Henry Longfellow en classe. C'est alors qu'il s'exerce à écrire sa propre poésie. Il publie ses premiers vers dans le Halifax Herald à l’âge de quinze ans. Vers 1910, il entre à l’Université St. Francis Xavier, où il cultive son talent en écrivant des poèmes pour la revue littéraire étudiante Xaverian. Cependant, il ne terminera pas ses études universitaires parce qu'il en sera expulsé deux ans plus tard. Son frère Frank lui décroche un emploi de représentant commercial à l'International Correspondence School, devenant directeur du district d’Halifax en 1911. Poste qu’il occupera jusqu’en 1916, lorsque son frère le prend dans sa nouvelle entreprise, le Wallace Advertising Service.
En 1915, il épouse Thérèse Dorothy (Dot) Granville, avec qui il aura quatre enfants. En 1925, sa fille de cinq ans meurt et deux ans plus tard, en 1927, c'est au tour de sa femme. Il se remarie en 1928 avec Grace Beardsley, mais cette relation ne fonctionne pas et il se sépare peu après.
En 1968, il s’installe à Vancouver. Le 1er décembre 1975, il meurt d’une crise cardiaque à Vancouver.
Il est resté jusqu'à la fin de sa vie un catholique pratiquant, aussi bien qu'un militant communiste,,.

## Militantisme politique
Depuis l’époque où il fréquentait l’université, Joe aimait parler en public et débattre, c'est alors qu'il devient membre de la Jeunesse libérale de la Nouvelle-Écosse autour de 1916, et commence à se faire un nom dans la région en tant qu’orateur politique. Ses efforts à cet égard sont si fructueux qu’il va jusqu'à éveiller l’attention de Wilfrid Laurier. Mais ses intérêts politiques allaient bientôt changer, lorsqu'en 1919 il s'inspire davantage sur la politique radicale de la révolution russe. C'est ainsi qu'au milieu d'un de ses discours lors de réunions politiques, des partisans de la gauche le chahutent, mais au lieu de s'engueuler et de s'obstiner avec eux, il leur répond tout simplement qu'ils ont raison. Cela a pour effet que ces derniers vont le saluer et s'entretenir avec lui, pamphlets à la main, à la suite de la réunion.
En 1920, il quitte finalement les libéraux pour se joindre au Parti socialiste ouvrier d’Halifax, lequel s'affilie ensuite au Parti travailliste canadien. Puis, en 1922, le Parti travailliste s'affilie à son tour au nouveau Parti des travailleurs du Canada (Workers' Party of Canada), nom parapluie du Parti communiste du Canada qui, lors de sa fondation en 1921, avait été établi comme une organisation clandestine conformément à la politique actuelle de l’Internationale communiste. Il commence donc à écrire des articles, des essais et des poèmes pour trois grands journaux communistes canadiens : le The Worker (1922-1936), le Daily Clarion (1936-1939) et le Canadian Tribune (1940-1975). Après avoir quitté son emploi et sa carrière en publicité en 1933, Wallace devient plus tard journaliste et militant du PCC à temps plein. Il sera entre autres organisateur itinérant de la Ligue canadienne de défense ouvrière à Montréal et à Ottawa. À Montréal, il rencontre Dorothy Livesay, âgée de 25 ans, qui, comme lui, publie des articles et des poèmes dans des publications communistes.
En 1933, il se présente aux 17e élections générales de la Nouvelle-Écosse comme candidat à député dans Halifax. Il est soutenu par le Parti du Front uni, dirigé par James Bryson McLachlan.
En 1940, pendant la Seconde Guerre mondiale, lorsque Mackenzie King invoque la Loi sur les mesures de guerre, rendant les activités communistes effectivement illégales, Wallace est emprisonné du 8 mars 1941 à octobre 1942, à Hull et à Petawawa,.

## Poésie et journalisme
Peu après son séjour en prison, il publie son premier recueil de poésie Night Is Ended (1942). Il travaille ensuite comme opérateur de tour chez Ferranti Electric à Toronto, où il aide à l’organisation d’un syndicat. Dans ses temps libres, il se met également à écrire une chronique pour Tribune. En 1952, il participe à la fondation de la revue littéraire New Frontier, dont il est l’un des premiers membres du comité de rédaction. Cette revue ne sera malheureusement publiée que pendant cinq ans.
En 1957, il voyage en Russie pendant dix mois, où il découvre que sa poésie y est déjà connue et appréciée. Il retourne en Russie en 1960, et y restera jusqu’en 1963. En 1966, le gouvernement soviétique invite Wallace à une croisière estivale au Danemark et en Russie sur le luxueux paquebot Pouchkine.
Des années 1950 jusqu’à sa mort, Wallace est le poète canadien le plus célèbre d’Europe de l'Est et de Chine. Il apparait dans l’histoire de la littérature canadienne comme l’un des rares écrivains ayant travaillé de façon remarquable à la création d’une culture ouvrière émergente et rebelle. En 1981, Progress Books prépare une édition de poèmes choisis de son œuvre, intitulée Joe Wallace Poems.
En 2010, deux de ses poèmes (« The Five Point Star » et « All My Brothers Are Beautiful ») se retrouvent dans l’anthologie Canadian Poetry: 1920–1960 de Brian Trehearne.

« Pendant huit ans, j’ai travaillé de mes mains. Cette expérience n’a pas été dégradante pour moi. J’ai senti, et j’ai toujours l’impression, qu’un poète devait faire du travail manuel. On devrait lui donner cette chance de rencontrer toutes sortes de gens. S’il veut devenir poète, il doit vivre et travailler au sein des masses. »

```
               — Joe Wallace, 1960
```

## Œuvres
- Night Is Ended (1942), préfacée par EJ Pratt
- All My Brothers (1953)
- Hi Sister! Hi Brother! (1956)
- The Golden Legend (1958), une anthologie des poèmes de Wallace compilée par la Foreign Languages Publishing House, la maison d'édition des langues étrangères à Moscou, à la suite de sa première visite
- A Radiant Sphere (1964), comprenant des retouches poétiques de traductions par certains poètes russes
- Joe Wallace Poems (1981), (à titre posthume)

## Hommages

### Documentaire
- Sara Wylie, une petite-nièce de Wallace, lui rend hommage dans un film documentaire court-métrage sous le titre A Radiant Sphere, en 2019. En retraçant la vie mouvementée de ce poète canadien et militant communiste, fait prisonnier politique durant la Deuxième Guerre mondiale, la cinéaste explore non seulement ses propres racines, mais aussi tout un pan de l’histoire canadienne[5].

### Musique
- Paul W. Sweetman met en musique le poème « O Lovely Land »[6], interprété par les chorales Shevchenko Musical Ensemble et Shevchenko Choir[7]
- Mitchell John Sago et Ben Swankey mettent en musique le poème « Flame of the Future »[8]
- Mitchell John Sago met en musique le poème « Making Hay », enregistré par le groupe The Travellers sous étiquette Hallmark (en)[9]
- Richard MacKinnon met en musique et chante le poème «The Voice of the Worker», dans l'album Songs of Steel, Coal and Protest – Volume 2 (2016)[10]

### Arts visuels
- Lev Efimovich Kerbel réalise un portrait en bronze de Wallace, pendant son séjour en URSS en 1957.